# Ostara (revue)
Pour les articles homonymes, voir Ostara (homonymie).
Ostara sous-titré Briefbücherei der Blonden und Mannesrechtler (Magazine des hommes blonds et virils), est une revue racialiste et darwiniste de langue allemande, parue entre 1905 et 1913, qui traitait de thèmes de l'histoire et des coutumes des anciens peuples germaniques.
C'est dans cette revue qu'Adolf Hitler, qui en était lecteur lorsqu'il était étudiant à Vienne, aurait trouvé les arguments racistes et les symboles du folklore germanique néo-païen repris pour former le mysticisme nazi à la base du National-socialisme.

## Fondation de la revue
La revue a été fondée par un moine cistercien défroqué, Jörg Lanz-Liebenfels (1874-1954), comme organe d'un mouvement raciste en faveur de l'amélioration de la race aryenne. Celui-ci avait déjà fait plusieurs publications qui permettent de retracer les étapes d'un cheminement intellectuel qui commence avec un article critiquant les principes du catholicisme, représentés par les jésuites, et se poursuit avec le libre examen de la Bible qui donne lieu à la publication de plusieurs articles dans une revue d'études bibliques: Anthropozoon biblicum (1903), Zur Theologie der Gotishen Bible (1903), Theozoologie oder die Kunde von den Sodoms-Äfflingen und dem Götter-Elektron  (1905), où il s'interroge sur la question de savoir si les homosexuels peuvent faire partie des élus, Das Breve "Dominus ac redemptor noster" (1905), puis de fonder la revue Ostara.
Celle-ci avait comme symbole la croix gammée[réf. nécessaire].

## Principaux thèmes
Son nom ostara est présenté comme celui d'une ancienne fête germanique de l'équinoxe de printemps, mais c'est une réfection à partir d'une fête saxonne de l'été (Easter) avec pour nom Easterer que Georg Lanz transcrit librement en vieil allemand sous la forme Ostara.
La revue mélange des thèmes völkisches et racistes, pour aboutir à un eugénisme antisémite.
Ses idées étaient aussi influencées par celles du mouvement théosophique.

## Principaux lecteurs

### Dietrich Eckart
Parmi les abonnés figurait Dietrich Eckart (1868-1923).

### Adolf Hitler
Cette proposition, qui n'a rien d'étonnant, ne fait pas consensus chez les historiens. 
Dans Les maîtres du IIIe Reich, Joachim Fest, rapportent que Hitler lisait cette revue, tout en précisant que ce n'était qu'une brochure.
Wilfried Daim (de) affirme, sur la foi d'un témoignage de Josef Greiner, un ami d'Hitler à l'époque, qu'en 1910, Hitler lisait la revue Ostara.
Son fondateur, Jörg Lanz a affirmé plusieurs fois qu'Hitler était influencé par son mouvement.
De fait, la bibliothèque personnelle de Hitler contenait un livre de Lanz et un livre portant la dédicace : "An Adolf Hitler, meinem lieben Armanenbruder.".
Des historiens relativisent l'influence de Lanz sur Hitler telle qu'elle est mise en avant par Wilfried Daim. Ainsi, l'historien américain Richard Weikart (California State Univ) rapporte ainsi en 2001 la position de l'historienne autrichienne Brigitte Hamann (université de Vienne) : « L'approche de Hamann est de bon sens, admettant qu'Hitler est susceptible d'avoir lu la revue de Lanz Ostara, mais estimant que le racisme aryen de Hitler porte encore plus la marque de Guido von List ».